# Brad Wall
Bradley John (nascido em 24 de novembro de 1965 em Swift Current) é um político canadense que foi o 14º primeiro-ministro da província canadense de Saskatchewan, desde 21 de novembro de 2007 até 2 de fevereiro de 2018.
Wall foi eleito pela primeira vez na Assembleia Legislativa de Saskatchewan como membro da Assembléia Legislativa para a cidade de Swift Current em 1999 e reeleito em 2003. Ele se tornou líder do Partido da Oposição de Saskatchewan em 15 de março de 2004. Ele substituiu Elwin Hermanson, que renunciou depois de liderar o partido durante a derrota na eleição provincial de 2003.
Na eleição de 2011, o governo de Wall ganhou a terceira maior maioria na história de Saskatchewan, com 64% do voto popular e 49 dos 58 assentos na legislatura. A eleição de 2016 levou Wall a ter 51 dos 61 assentos na legislatura, que recentemente foi expandida, e estacionou com 63% do voto popular. Esta foi a primeira vez desde 1925 que um partido que não seja o NDP ou o CCF ganhou um terceiro mandato consecutivo de maioria popular.